# Новомалиновская дорога
Новомали́новская дорога — улица в Красногвардейском районе Санкт-Петербурга. Начинается от Бокситогорской улицы и заканчивается тупиком.

## История
Выделилась в 1906 году из Георгиевской (современной Шепетовской) улицы и проходила по южной границе Большеохтинского кладбища от проспекта Металлистов до реки Охты. В 1909 году из неё выделилась Единоверческая (нынешняя Партизанская) улица. В 1960-х годах дорога была укорочена, выезд к реке Охте был перекрыт.

## Транспорт
Ближайшая к Новомалиновской дороге станция метро — «Ладожская» 4-й (Правобережной) линии.

## Пересечения
- Бокситогорская улица

## Достопримечательности
- Деревоперерабатывающий завод № 2